# مامادو دوكوري
مامادو دوكوري (مواليد 21 مايو 1998) هو لاعب كرة قدم فرنسي يلعب في مركز المدافع في نادي بوروسيا مونشنغلادباخ.

## روابط خارجية
- مامادو دوكوري على موقع الاتحاد الدولي (مؤرشف)  (الإنجليزية)
- مامادو دوكوري على موقع الاتحاد الأوربي (الإنجليزية)
- مامادو دوكوري على موقع قاعدة بيانات كرة القدم.إي يو (الإنجليزية)
- مامادو دوكوري على موقع بيانات كرة القدم. دي إي (الألمانية)
- مامادو دوكوري على موقع ليكيب (الفرنسية)
- مامادو دوكوري على موقع Soccerbase.com (لاعب) (الإنجليزية)
- مامادو دوكوري على موقع Soccerway.com (الإنجليزية)
- مامادو دوكوري على موقع عالم كرة القدم.نت (الإنجليزية)
- مامادو دوكوري على موقع AS.com (الإسبانية)
- مامادو دوكوري على موقع GSA (الإنجليزية)